# Слатина (Зелениково)
Слатина (на македонска литературна норма: Слатина) е праисторическо селище от Новокаменната епоха край село Зелениково, Северна Македония. Обявено е за защитен паметник на културата.

## Местоположение
Намира се на 200 – 300 метра преди входа на село Зелениково, вляво от шосето и железопътната линия, върху просторна тераса, която се извисява над старото корито на Вардар, от дясната страна.

## Описание
Голяма част от терена е обработваем и при дълбока оран и засаждане на овошките се повреждат и нарушават повърхностните слоеве. Находището е открито още в 1950 година, когато е извършен първият пробен изкоп. По-късно, при разкопки в 1954 и 1955 година и особено в 1974 и 1975 година, са открити останки от къщи (лепеж) и различни предмети на материалното производство, особено керамика. Слатина е голямо селище от средния неолит, с продължителна вътрешна еволюция, съвременно на селищата от културната група Анзабегово-Връшник II – IV. Особено значими са находките от последния пласт на селището, от времето на късния неолит, според които е въведена нова културна група с наименование Зелениково II.
Находките се съхраняват в Музея на Македония.